# Pho mát Parmesan

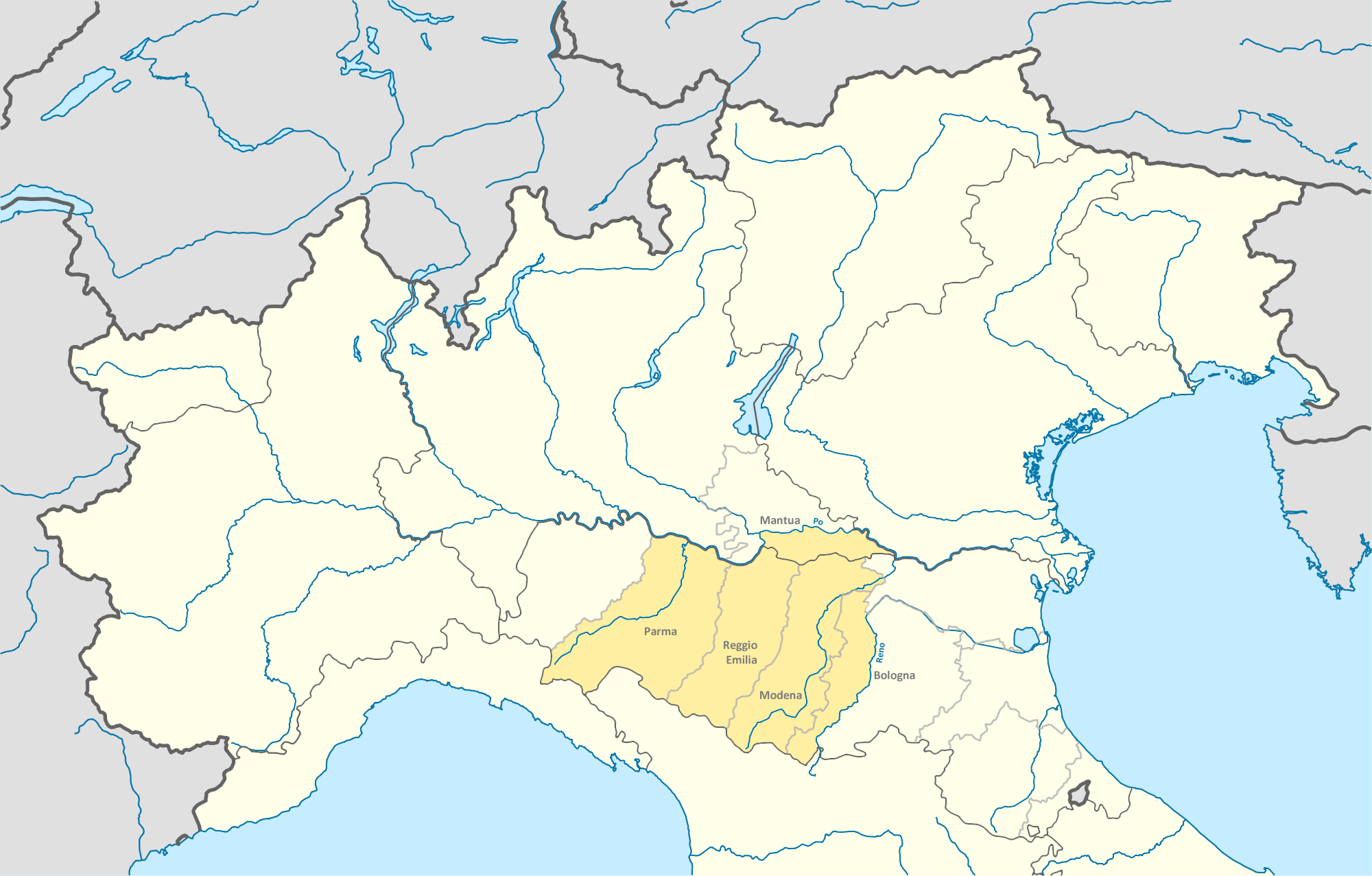
Vùng mà Parmigiano-Reggiano được sản xuất, theo quy định của EU và Ý.

Pho mát Parmesan có tên tiếng Ý đầy đủ là Parmigiano-Reggiano (/ˌpɑːrmɪˌdʒɑːnoʊ rɛˈdʒɑːnoʊ/; phát âm tiếng Ý: [ˌparmiˈdʒaːno redˈdʒaːno]), là một pho mát dạng hạt cứng.
Nó được đặt tên theo các vùng sản xuất, trong đó bao gồm các tỉnh Parma, Reggio Emilia, Bologna (chỉ khu vực phía tây của sông Reno), Modena (tất cả trong Emilia-Romagna), và Mantua (ở Lombardia, nhưng chỉ khu vực phía nam của sông Po), Ý. Theo luật pháp Ý, chỉ có pho mát được sản xuất tại các tỉnh này có thể được dán nhãn "Parmigiano-Reggiano", và luật pháp châu Âu phân loại tên, cũng như tên dịch "Parmesan", là chỉ dẫn địa lý được bảo vệ. Parmigiano là tính từ Ý cho Parma và Reggiano là một tính từ cho Reggio Emilia. Bên ngoài EU, tên "Parmesan" có thể được sử dụng hợp pháp cho các loại pho mát tương tự như parmesan, chỉ có tên Ý đầy đủ rõ ràng đề cập đến Parmigiano-Reggiano. Nó đã được gọi là "vua pho mát".

## Sử dụng

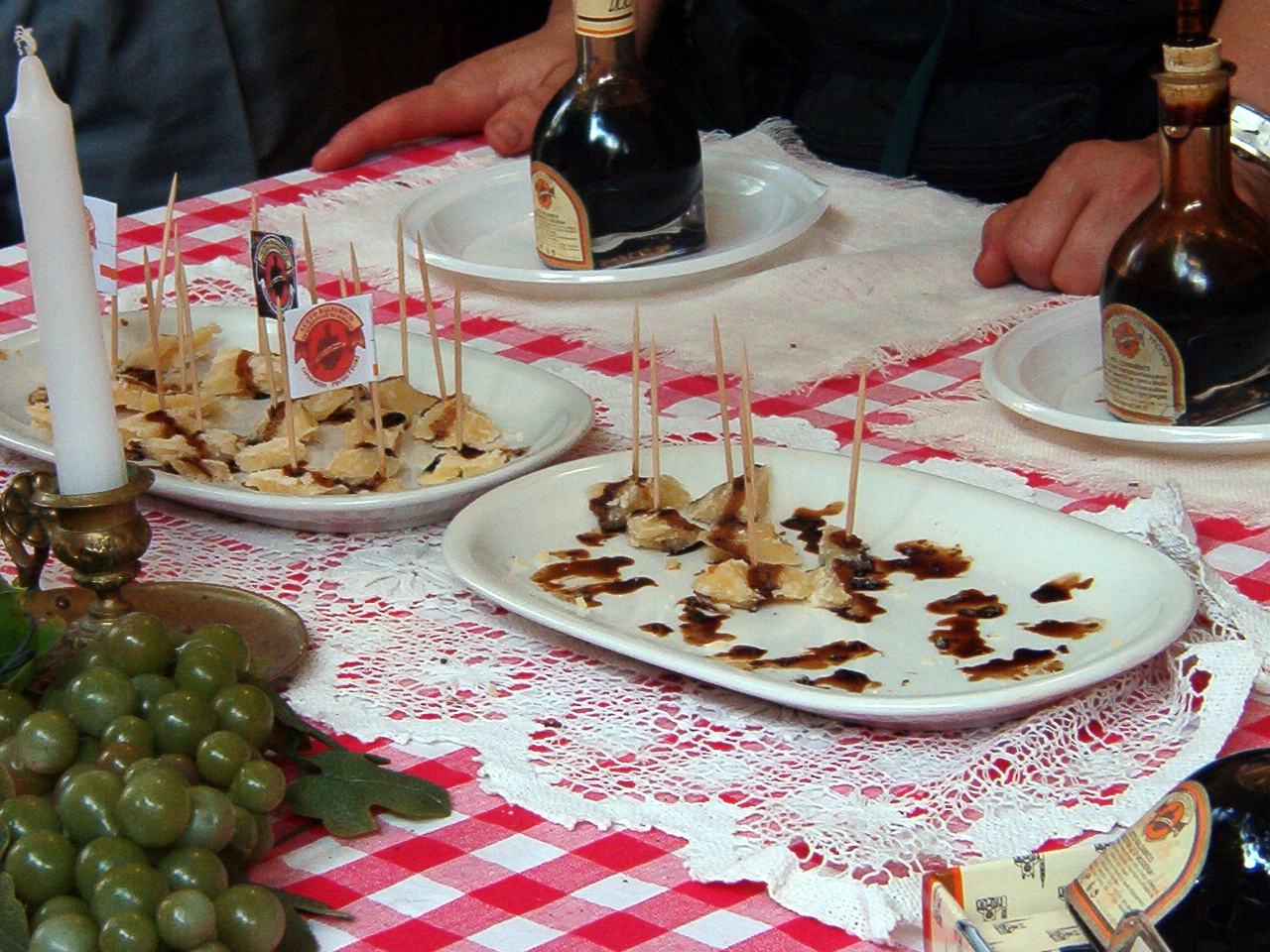
Parmesan với Aceto balsamico

Có sách dạy nấu ăn mà chỉ nói về Parmesan. Theo đó, ngoại trừ thời gian trưởng thành hương vị của Parmesan bị ảnh hưởng chủ yếu bởi mùa mà sữa được sử dụng thu hoạch được. Theo những người sành ăn Parmesan mùa thu được coi là tốt nhất, tùy thuộc vào việc sử dụng Parmesan từ tháng khác cũng có thể là một lợi thế.
Parmigiano Reggiano được biết đến chủ yếu như một pho mát được chà rồi bỏ vào món mì Ý cho hương vị, nhưng cũng được xắt thành lá mỏng bỏ lên trên rau hấp hoặc luộc như măng tây hoặc rau thì là. Nó cũng được dùng bằng cách bẻ thành từng miếng và được quét với mật ong hoặc rắc một chút giấm balsamic.
Parmesan là một thành phần cổ điển của nhiều công thức nấu ăn pesto. Parmesan trẻ thích hợp với thức uống đi kèm theo như Prosecco, các loại rượu vang đỏ nhẹ, có mùi vị trái cây như Beaujolais hoặc Valpolicella. Đối với các loại pho mát được lưu trữ lâu dài được đề nghị dùng rượu vang đỏ nặng hơn.
Nếu Parmesan không được sử dụng ngay lập tức sau khi cọ xát, mất đi nhiều hương vị của nó.